# Barbara Lang
Barbara Lang (nacida como Barbara Jean Bly, 2 de marzo de 1928 – 22 de julio de 1982) fue una actriz y cantante estadounidense. 

## Primeros años
Lang recibió educación en la Eagle Rock High School y empezó a trabajar en pequeños teatros. Lang recibió varios trabajos antes de dedicarse a la industria del entretenimiento. Trabajó en una tienda de joyas en un gran almacén en Los Ángeles y empezó a trabajar como modelo a los 16 años. También trabajó como pianista y cantante en un salón de coctel. [cita requerida]

### Enfermedad
A finales de 1953, Lang sufrió poliomielitis. Pasó 3 semanas en una sala de poliomielitis en el Hospital General de Los Ángeles. Donde pasó 8 meses para poder recuperarse.[cita requerida] Los doctores le habían dicho a Lang que tal vez no pudiera volver a caminar. Por lo que decidió creer en la Biblia y darle crédito a la fe para buscar un milagro. Tras haber recibido un golpe, sus piernas y músculos faciales empezaron a paralizarse, haciendo que tenga dificultad en el habla. El efecto persinente hacía que Lang experimentara cansancio con facilidad.
Lang empezó a cantar en clubes nocturnos para poder pagar sus deudas médicos. Se convirtió principalmente en una vocalista que siempre confióen su acompañante para seleccionar su tonalidad y el tono en cada canción. Lang empezó a trabajar regularmente en Portland y San Francisco.

## Carrera

### Cine
Lang llamó la atención de los productores en Hollywood después de haber aparecido en 6 episodios de Death Valley Days (1955–1956). Haciendo que más de una media docena de estudios cinematográficos compitieran para que Lang empiece a trabajar en la industria cinematográfica.[cita requerida] En 1957, firmó un contrato Metro Goldwyn Mayer y fue asignada en una escuela dramática. Como una nueva actriz contratada por MGM, interpretó un papel protagónico en House of Numbers (1957), protagonizada por Jack Palance. La película fue filmada en la Prisión Estatal de San Quintín y en Mill Valley, California.
Lang audicionó para trabajar juntó con Elvis Presley en la película Jailhouse Rock. Mientras intentaba ganar el papel protagónico, la película iba a ser titulada Jailhouse Kid. Apareció en la película Party Girl (1958), producida por Joe Pasternak, Lang interpretó a "Ginger D'Amour", una corista de Chicago que trabajó en la década de 1930.

### Televisión
Tras haberse recuperado de la polio, Lang empezó a trabajar en la industria televisiva. Sus créditos en televisión incluyen The Thin Man (1957), una aparición en el episodio "Escape to Tampico" en la serie de televisión Maverick (1958), The Bob Cummings Show (1958), 77 Sunset Strip (1959), Lawman (1959), Tightrope! (1959), y Outlaws (1960), entre otros.

## Vida personal
En noviembre de 1958 Lang ganó la demanda de anulación en su matrimonio de 3 años con el actor Alan Wells. El decreto fue otorgado en una base donde Wells se casó con Lang en Ensenada, México, que ocurrió 10 meses antes de que se divorciara de Claudia Barrett. Lang y Wells se conocieron cuando aparecieron en Death Valley Days.
Murió a los 54 años, tras haber sufrido neumonía.[cita requerida]

## Filmografía
- Death Valley Days (1955–56) 3 apariciones
- Hot Summer Night (1957) (Sin acreditar)
- House of Numbers (1957)
- The Thin Man (1957) 1 episodio
- Maverick (1958) 1 episodio
- Party Girl (1958)
- The Bob Cummings Show (1958) 1 episodio
- 77 Sunset Strip (1959) 1 episodio
- Lawman (1959) 4 episodios
- Tightrope! (1959) 1 episodio
- Outlaws (1960) 1 episodio